# 臺中市自行車道列表

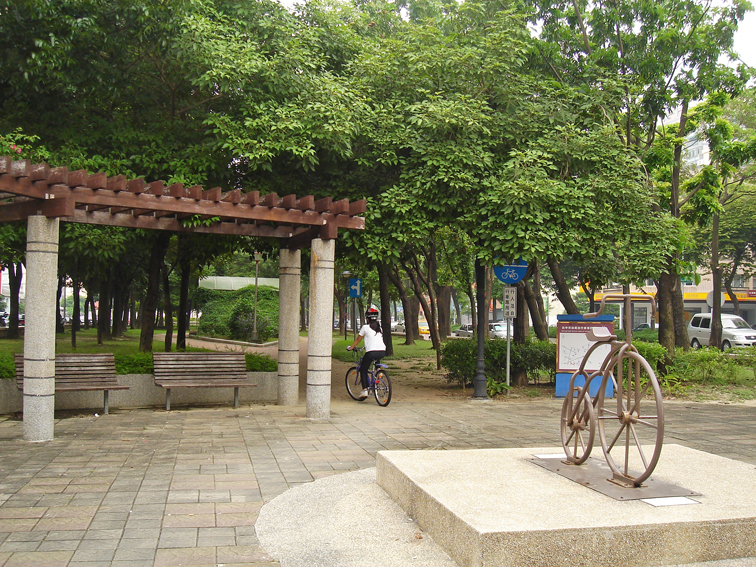
忠明園道與工學路口的裝置藝術

中華民國臺中市的自行車道不少是沿著綠園道規劃的，而臺中市政府（包含原臺中縣政府）近年陸續規畫與整修許多自行車道。

## 政府規劃自行車道

### 環市區系統
- 環中路自行車道：全線車道均與環中路大致平行

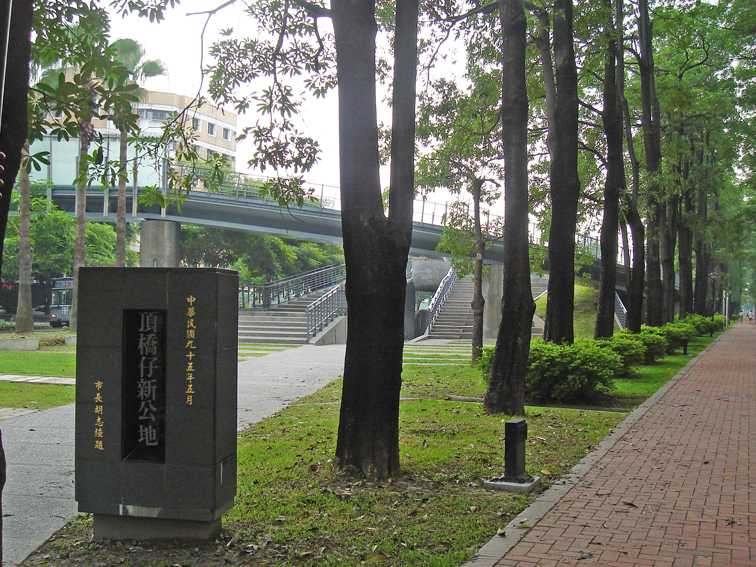
興大園道頂橋仔人行陸橋旁

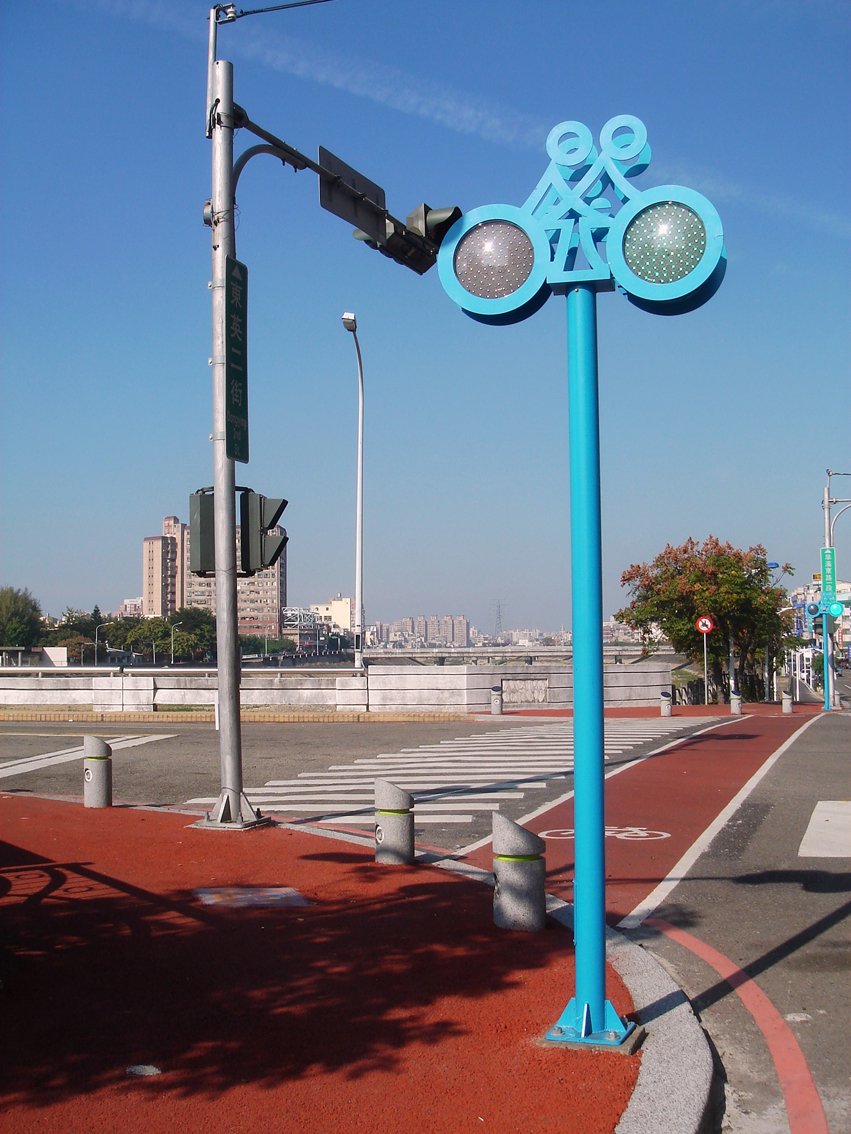
旱溪自行車道自行車專用交通號誌

- 東光園道自行車道：台鐵太原車站－大智公園與東峰公園（可銜接 旱溪自行車道）
- 興大園道自行車道：東峰公園－健康公園
- 忠明園道自行車道：健康公園－忠明路跨鐵路地下道（預備填平中）
  - 南和園道自行車道
  - 工學北園道自行車道
- 柳川西路自行車道：忠明路跨鐵路地下道－五權西二街園道
- 美術館園道自行車道：美術園道－國立台灣美術館
- 梅川自行車道：國立台灣美術館－育德園道（沿梅川東路）
- 育德園道自行車道：國立自然科學博物館－中正公園
- 興進園道自行車道：中正公園（銜接籌建中）－東光園道
- 文心路自行車道：文心路－文心南路（銜接道路型自行車道德芳路－德芳南路）

### 鐵路改建

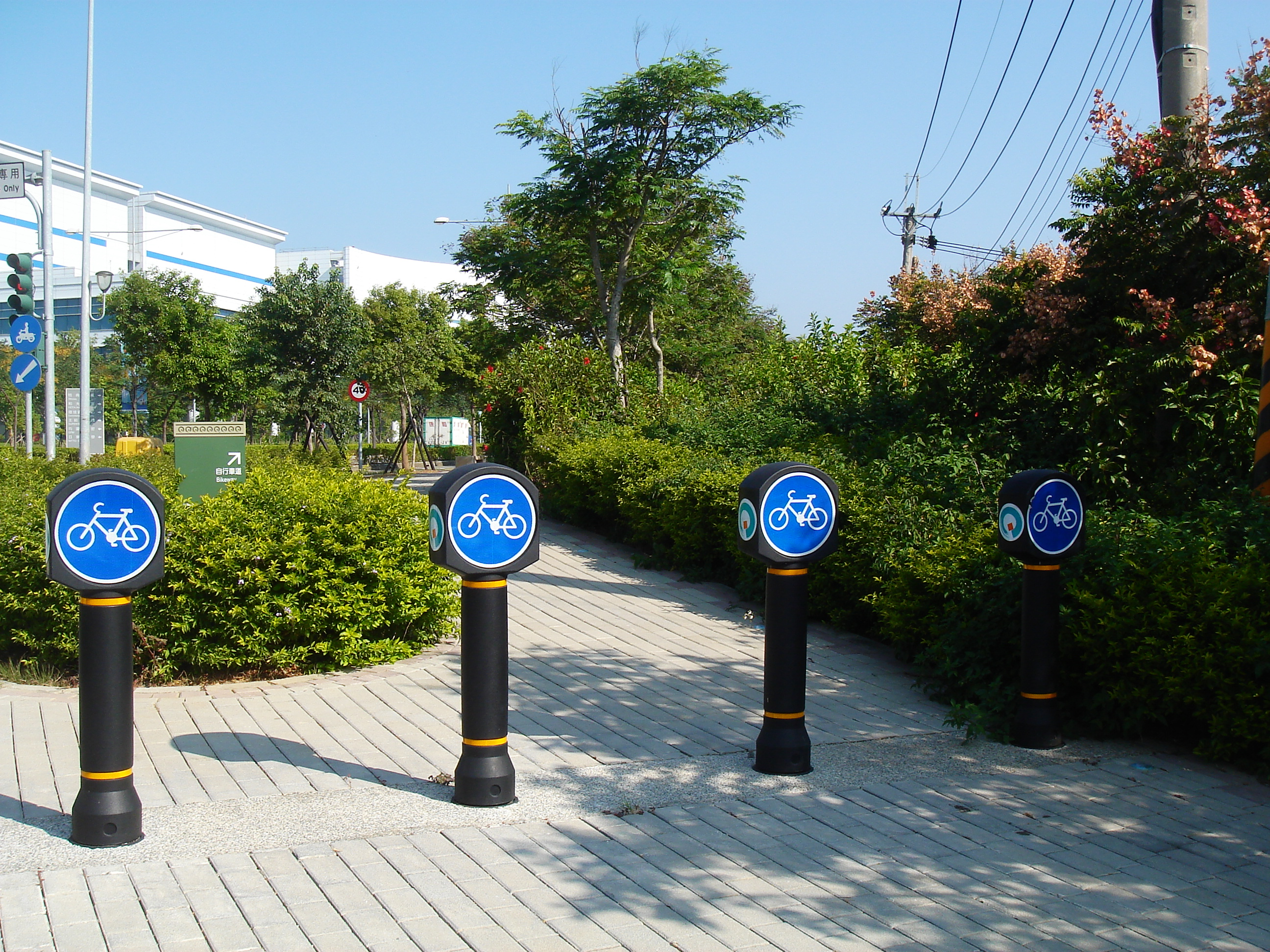
中科自行車道標示

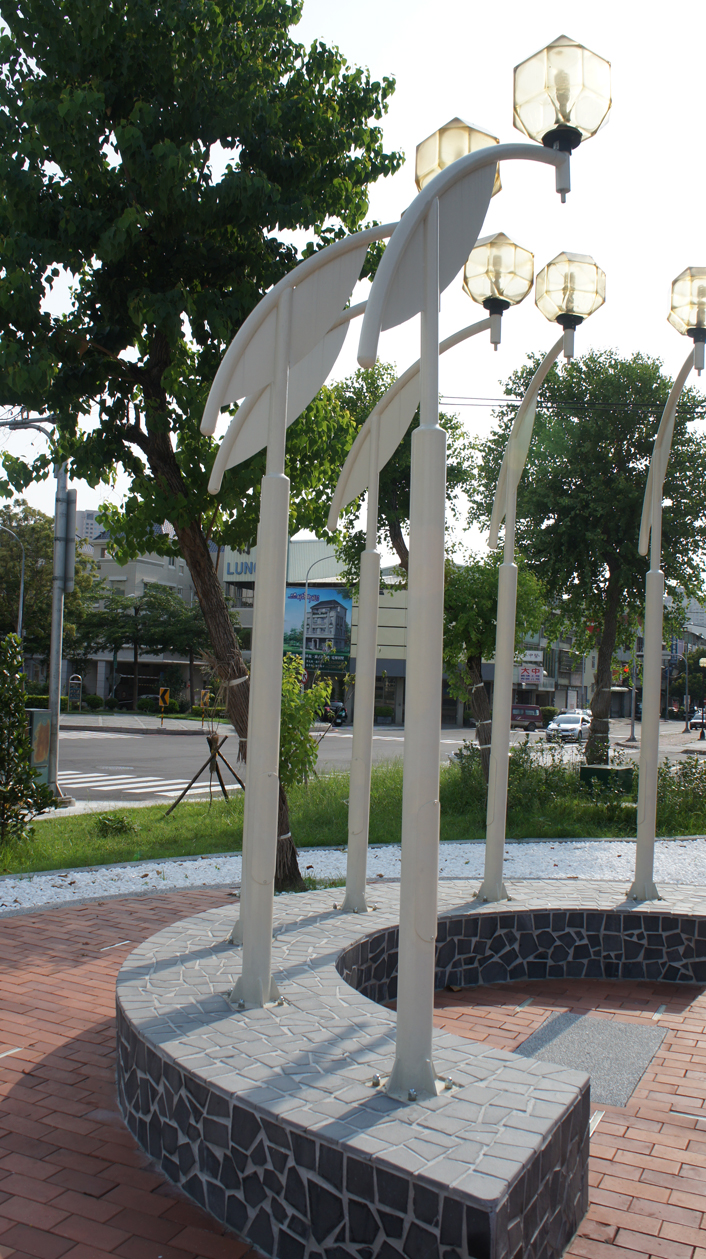
育德園道的公共藝術

- 后豐自行車道：后里馬場－國道四號高架橋間（可銜接 東豐自行車道）
- 東豐自行車道：原台鐵東勢線朴口車站－東勢客家園區（可銜接 后豐自行車道）
- 潭雅神自行車道：台鐵潭子車站－清泉崗（銜接 中科自行車道）

### 道路型
- 太原路自行車道：台鐵太原車站－廍子路口
- 廍子路自行車道：太原路口－中台科技大學
- 建國南路自行車道：忠明路跨鐵路地下道－台鐵大慶車站

### 河堤型

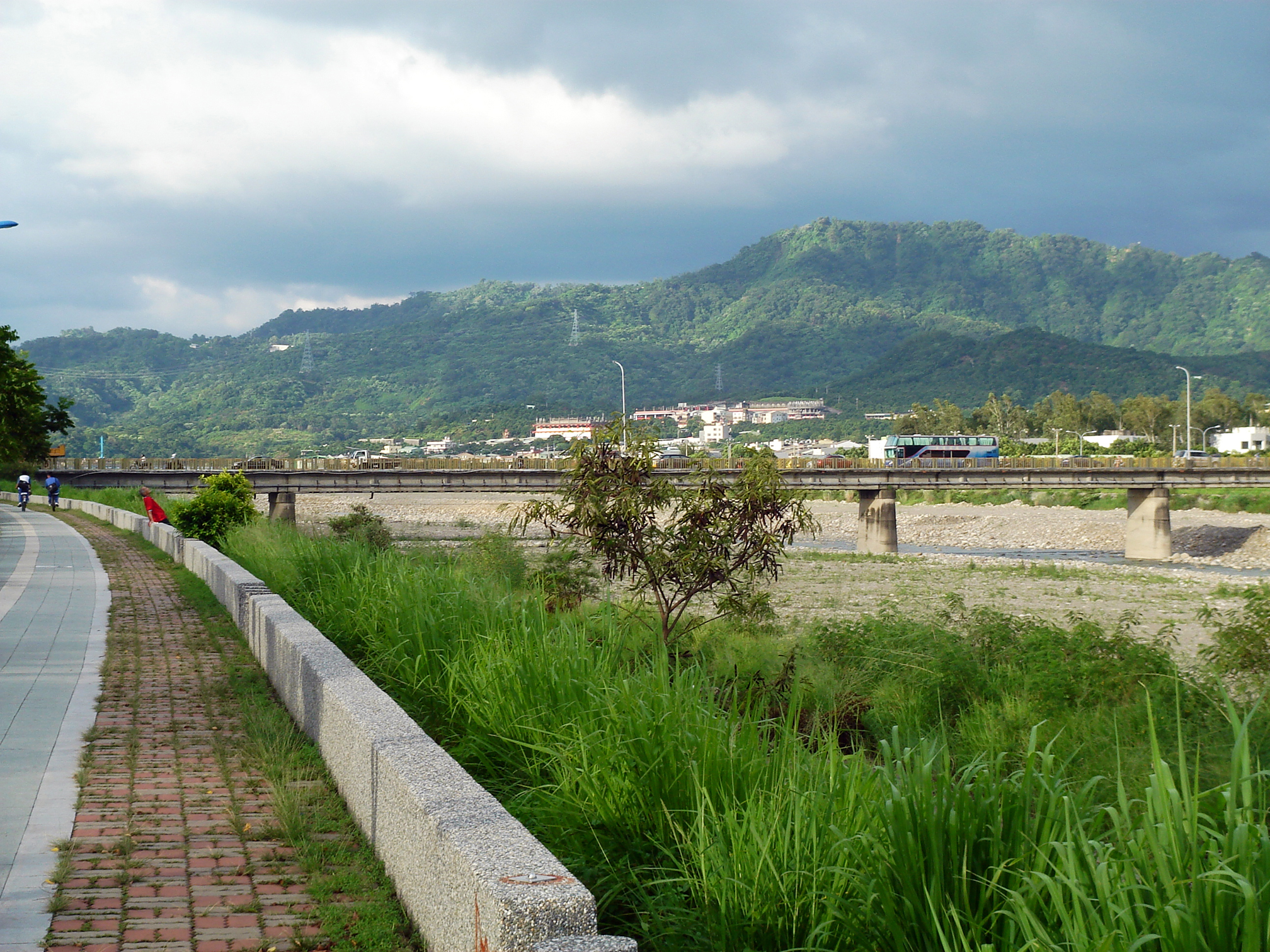
頭汴坑溪自行車道一景

- 旱溪自行車道（設有自行車專用交通號誌，可連接東光園道自行車道）
- 頭汴坑溪自行車道
- 筏子溪自行車道：福科路沿筏子溪防汛道路－高鐵橋下－中科路（銜接 中科自行車道）
- 大坑溪自行車道
- 楓樹腳溪自行車道
- 南邊溪自行車道
- 龍井區大排自行車專用道
- 霧峰區乾溪自行車道
- 大里區草湖溪自行車道
- 外埔區忘憂谷堤頂自行車道
- 清水區五福圳自行車道

### 其他
- 中科自行車道：水堀頭公園－林厝公園－通山公園－橫山公園（銜接 潭雅神自行車道）
- 美術館自行車道：崇倫公園－美術園道（國立台灣美術館）
- 經國園道：國立自然科學博物館－國立台灣美術館
- 水湳經貿生態園區簡易自行車道
- 高美溼地自行車道
- 新社自行車道
- 大肚區自行車道
- 太平區新坪自行車道
- 清水區自行車道：清水自行車道清水段—五福圳自行車道—臨海路自行車道—濱海自行車道高美段—臨港北路自行車道

### 規劃與興建中
興建中
- 原臺中縣市自行車道銜接系統
- 柳川自行車道
- 麻園頭溪自行車道
- 山線鐵路自行車道：臺中都會區鐵路高架捷運化計畫完成後陸續施工

規劃中
- 望高寮自行車道
- 台灣大道自行車道

## 民間路線
- 大坑風景區（北屯區）
  - 東山路線：東山路－新社區中興嶺以及連坑巷、橫坑巷、北坑巷、竹坑巷、濁水巷、苧園巷、大湖巷等大坑地區產業道路[1]
  - 環山線：可銜接太平區136號公路（挑戰級路線）
- 裡冷林道：沿和平區裡冷溪山路。
- 大肚山
  - 望高寮路線：嶺東科技大學－望高寮夜景公園（挑戰級路線，永春南路－中台路）
  - 科園路路線：東大路口－台中都會公園
- 大雪山線：國立東勢高工－大雪山遊客中心，共43公里（挑戰級路線）

## 可行駛公園
- 南區：健康公園、崇倫公園
- 東區：東峰公園、東英公園
- 北區：中正公園
- 北屯區：廍子公園、博愛公園、823公園
- 西屯區：惠來公園、逢甲公園
- 南屯區：文心森林公園、豐富公園、南苑公園[2]